# Antonio Lamela
Antonio Lamela (Madrid, 18 de dezembro de 1926 – Madrid, 1 de abril de 2017) foi um arquitecto espanhol.
Graduou-se pela Escola Técnica Superior de Arquitectura de Madrid (ETSAM) em 1954 e doutorou-se em 1959.

## Principais obras
- Torres Colón
- Ampliação do Estádio Santiago Bernabéu
- Aeroporto Madrid-Barajas (ampliação)

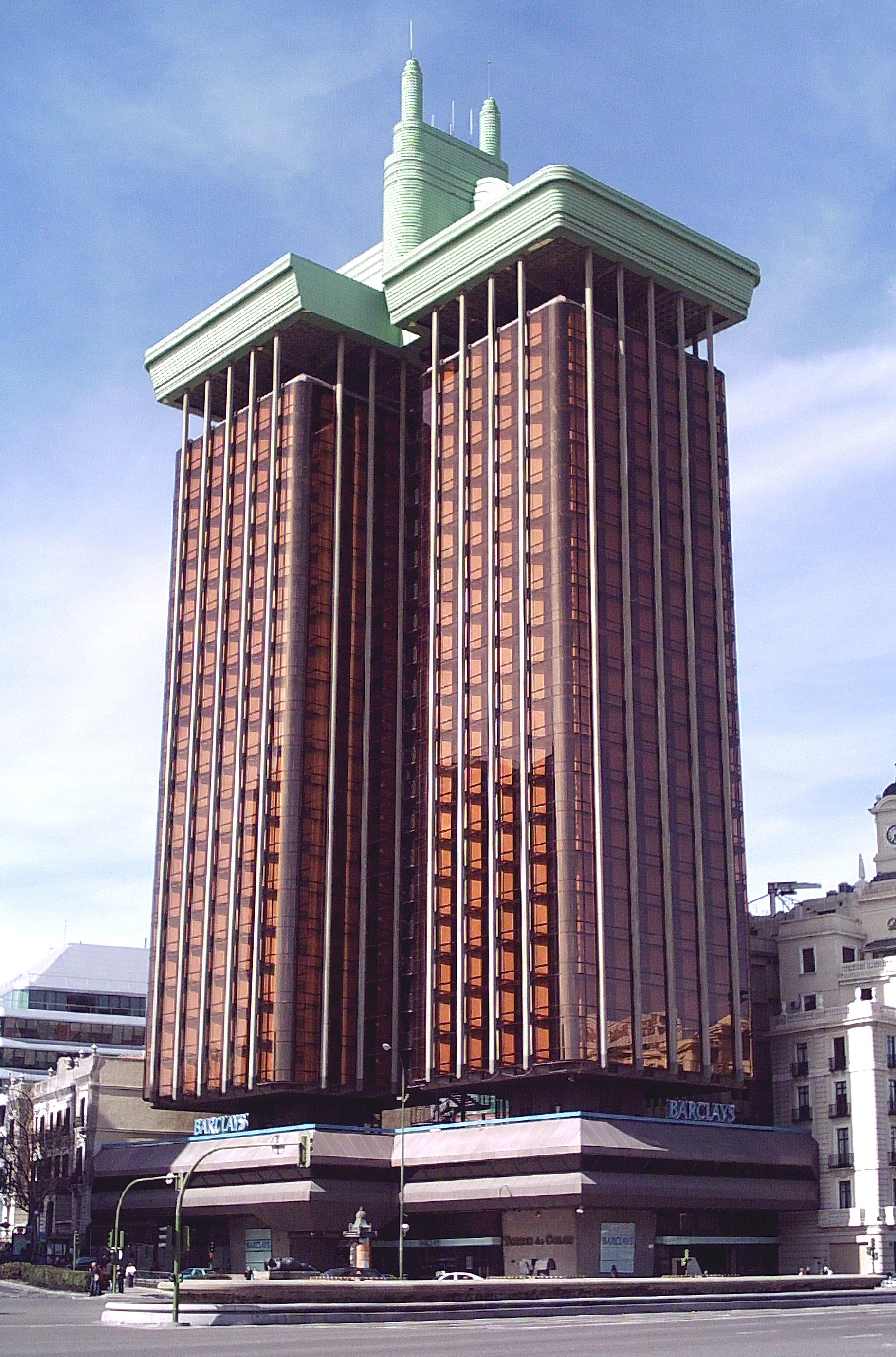
Vista das Torres de Colón, na Plaza de Colón de Madrid (Espanha). Construídas entre 1967 e 1976.